# Salah Eddine Ayoubi Cherki
Pour les articles homonymes, voir Cherki.
Salah Eddine Ayoubi Cherki (en arabe : صلاح الدين الأيوبي شرقي), né le 1er mars 2003, est un coureur cycliste algérien.

## Carrière
Salah Eddine Ayoubi Cherki est médaillé d'or en contre-la-montre par équipes juniors aux  Championnats d'Afrique de cyclisme sur route 2021 à Sheikh Zayed City.
Aux Championnats d'Afrique de cyclisme sur route 2022 à Charm el-Cheikh, il est médaillé de bronze en contre-la-montre par équipes élites ainsi qu'en contre-la-montre individuel espoirs.

## Palmarès sur route
- 2021
  -  Champion d'Afrique du contre-la-montre par équipes juniors
- 2022
  - 1re étape du Tour de Sidi Bel Abbès (contre-la-montre)
  -  Médaillé de bronze du championnat d'Afrique du contre-la-montre espoirs
  -  Médaillé de bronze du championnat d'Afrique du contre-la-montre par équipes
  - 3e du championnat d'Algérie sur route espoirs
- 2024
  - 2e étape du Tour international des Zibans
  - 2e du Tour international des Zibans

### Classements mondiaux
| Année                                 | 2022  |
| ------------------------------------- | ----- |
| Classement mondial                    | 1732e |
| UCI Africa Tour                       | 99e   |
|                                       |       |
| Légende : nc = non classéSource : UCI |       |

## Palmarès sur piste

### Championnats d'Afrique
- Le Caire 2021
  -  Médaillé d'argent de l'omnium juniors
  -  Médaillé d'argent de la course aux points juniors
  -  Médaillé de bronze de la poursuite individuelle juniors
  -  Médaillé de bronze de la course à l'élimination juniors
- Le Caire 2024
  -  Champion d'Afrique de la poursuite par équipes (avec Lotfi Tchambaz, Yacine Chalel et El Khacib Sassane)
  -  Champion d'Afrique de l'américaine (avec Mohamed Nadjib Assal)
  -  Médaillé de bronze de la poursuite individuelle
- Le Caire 2025
  -  Médaillé de bronze de la poursuite par équipes